# Liste der Nummer-eins-Hits in Deutschland (1983)
Diese Liste enthält alle Nummer-eins-Hits in Deutschland im Jahr 1983. Es gab in diesem Jahr elf Nummer-eins-Singles und zwölf Nummer-eins-Alben.

## Singles
| ← 1982 ← | Liste der Nummer-eins-Hits in Deutschland | Liste der Nummer-eins-Hits in Deutschland | Liste der Nummer-eins-Hits in Deutschland                                                                   | 1984 →                    |
| \| Zeitraum \| Wo. ges. \| Interpret \| Titel Autor(en) \| Zusätzliche Informationen \| \| (Zeitraum, Wochen auf Platz eins, Interpret, Titel, Autor[en], zusätzliche Informationen) \| \| \| \| \| \| ----------------------------------------------------------------------------------------- \| -------- \| ----------------------- \| ----------------------------------------------------------------------------------------------------------- \| ------------------------- \| \| 13. Dezember 1982 – 30. Januar 1983 7 Wochen \| 7 \| Culture Club \| Do You Really Want to Hurt Me George Alan O’Dowd, Jonathan Aubrey Moss, Roy Ernest Hay, Michael Emile Craig \| – \| \| 31. Januar 1983 – 27. März 1983 8 Wochen \| 8 \| Peter Schilling \| Major Tom (völlig losgelöst) Pierre Schilling \| – \| \| 28. März 1983 – 3. April 1983 1 Woche \| 1 \| Nena \| 99 Luftballons Musik: Jörn Uwe Fahrenkrog-Petersen; Text: Carlo Karges \| – \| \| 4. April 1983 – 8. Mai 1983 5 Wochen \| 5 \| Kajagoogoo \| Too Shy Steven George Askew, Nicholas Beggs, Stuart Croxford Neale, Jeremy Strode, Christopher Hamill \| – \| \| 9. Mai 1983 – 5. Juni 1983 4 Wochen \| 4 \| Geier Sturzflug \| Bruttosozialprodukt Friedel Geratsch, Reinhard Baierle \| – \| \| 6. Juni 1983 – 17. Juli 1983 6 Wochen \| 6 \| Robin Gibb \| Juliet Maurice Ernest Gibb, Robin Hugh Gibb \| – \| \| 18. Juli 1983 – 7. August 1983 3 Wochen \| 3 \| Rod Stewart \| Baby Jane Roderick David Stewart, Jay L. Davis \| – \| \| 8. August 1983 – 11. September 1983 5 Wochen \| 5 \| Tauchen-Prokopetz (DÖF) \| Codo … düse im Sauseschritt Manfred Tauchen, Josef Prokopetz, Annette Humpe, Georg Januszewski \| – \| \| 12. September 1983 – 23. Oktober 1983 6 Wochen \| 6 \| Laid Back \| Sunshine Reggae Tim Peter Stahl, John Guldberg \| – \| \| 24. Oktober 1983 – 13. November 1983 3 Wochen \| 3 \| Gazebo \| I Like Chopin Musik: Pierluigi Giombini; Text: Paul Mazzolini \| – \| \| 14. November 1983 – 1. Januar 1984 7 Wochen \| 7 \| Paul Young \| Come Back and Stay Jack N. Lee \| – \| |                                           |                                           | |                           |
| ← 1982 |                                           |                                           | | → 1984 →                  |
| Zeitraum | Wo. ges.                                  | Interpret                                 | Titel Autor(en)                                                                                             | Zusätzliche Informationen |
| (Zeitraum, Wochen auf Platz eins, Interpret, Titel, Autor[en], zusätzliche Informationen) |                                           |                                           | |                           |
| 13. Dezember 1982 – 30. Januar 1983 7 Wochen | 7                                         | Culture Club                              | Do You Really Want to Hurt Me George Alan O’Dowd, Jonathan Aubrey Moss, Roy Ernest Hay, Michael Emile Craig | –                         |
| 31. Januar 1983 – 27. März 1983 8 Wochen | 8                                         | Peter Schilling                           | Major Tom (völlig losgelöst) Pierre Schilling                                                               | –                         |
| 28. März 1983 – 3. April 1983 1 Woche | 1                                         | Nena                                      | 99 Luftballons Musik: Jörn Uwe Fahrenkrog-Petersen; Text: Carlo Karges                                      | –                         |
| 4. April 1983 – 8. Mai 1983 5 Wochen | 5                                         | Kajagoogoo                                | Too Shy Steven George Askew, Nicholas Beggs, Stuart Croxford Neale, Jeremy Strode, Christopher Hamill       | –                         |
| 9. Mai 1983 – 5. Juni 1983 4 Wochen | 4                                         | Geier Sturzflug                           | Bruttosozialprodukt Friedel Geratsch, Reinhard Baierle                                                      | –                         |
| 6. Juni 1983 – 17. Juli 1983 6 Wochen | 6                                         | Robin Gibb                                | Juliet Maurice Ernest Gibb, Robin Hugh Gibb                                                                 | –                         |
| 18. Juli 1983 – 7. August 1983 3 Wochen | 3                                         | Rod Stewart                               | Baby Jane Roderick David Stewart, Jay L. Davis                                                              | –                         |
| 8. August 1983 – 11. September 1983 5 Wochen | 5                                         | Tauchen-Prokopetz (DÖF)                   | Codo … düse im Sauseschritt Manfred Tauchen, Josef Prokopetz, Annette Humpe, Georg Januszewski              | –                         |
| 12. September 1983 – 23. Oktober 1983 6 Wochen | 6                                         | Laid Back                                 | Sunshine Reggae Tim Peter Stahl, John Guldberg                                                              | –                         |
| 24. Oktober 1983 – 13. November 1983 3 Wochen | 3                                         | Gazebo                                    | I Like Chopin Musik: Pierluigi Giombini; Text: Paul Mazzolini                                               | –                         |
| 14. November 1983 – 1. Januar 1984 7 Wochen | 7                                         | Paul Young                                | Come Back and Stay Jack N. Lee                                                                              | –                         |

## Alben
| ← 1982 ← | Liste der Nummer-eins-Alben in Deutschland | Liste der Nummer-eins-Alben in Deutschland | Liste der Nummer-eins-Alben in Deutschland | 1984 →                    |
| \| Zeitraum \| Wo. ges. \| Interpret \| Titel \| Zusätzliche Informationen \| \| (Zeitraum, Wochen auf Platz eins, Interpret, Titel, zusätzliche Informationen) \| \| \| \| \| \| ------------------------------------------------------------------------------ \| -------- \| --------------- \| --------------------- \| ------------------------- \| \| 6. Dezember 1982 – 9. Januar 1983 5 Wochen \| 5 \| Peter Hofmann \| Rock Classics \| – \| \| 10. Januar 1983 – 6. Februar 1983 4 Wochen \| 4 \| Supertramp \| “…famous last words…” \| – \| \| 7. Februar 1983 – 13. Februar 1983 1 Woche \| 1 \| Chris de Burgh \| The Getaway \| – \| \| 14. Februar 1983 – 20. März 1983 5 Wochen (insgesamt 9) \| 9 \| Nena \| Nena \| – \| \| 21. März 1983 – 27. März 1983 1 Woche \| 1 \| Sydne Rome \| Aerobic \| – \| \| 28. März 1983 – 10. April 1983 2 Wochen (insgesamt 9) \| 9 \| Nena \| Nena \| – \| \| 11. April 1983 – 1. Mai 1983 3 Wochen \| 3 \| Pink Floyd \| The Final Cut \| – \| \| 2. Mai 1983 – 17. Mai 1983 2 Wochen (insgesamt 9) \| 9 \| Nena \| Nena \| – \| \| 18. Mai 1983 – 31. Juli 1983 11 Wochen \| 11 \| Michael Jackson \| Thriller \| – \| \| 1. August 1983 – 28. August 1983 4 Wochen (insgesamt 7) \| 7 \| Mike Oldfield \| Crises \| – \| \| 29. August 1983 – 4. September 1983 1 Woche \| 1 \| BAP \| Bess demnähx \| – \| \| 5. September 1983 – 25. September 1983 3 Wochen (insgesamt 7) \| 7 \| Mike Oldfield \| Crises \| – \| \| 26. September 1983 – 20. November 1983 8 Wochen \| 8 \| (Soundtrack) \| Flashdance \| – \| \| 21. November 1983 – 27. November 1983 1 Woche \| 1 \| Genesis \| Genesis \| – \| \| 28. November 1983 – 12. Februar 1984 11 Wochen \| 11 \| Paul Young \| No Parlez \| – \| |                                            |                                            |                                            |                           |
| ← 1982 |                                            |                                            |                                            | → 1984 →                  |
| Zeitraum | Wo. ges.                                   | Interpret                                  | Titel                                      | Zusätzliche Informationen |
| (Zeitraum, Wochen auf Platz eins, Interpret, Titel, zusätzliche Informationen) |                                            |                                            |                                            |                           |
| 6. Dezember 1982 – 9. Januar 1983 5 Wochen | 5                                          | Peter Hofmann                              | Rock Classics                              | –                         |
| 10. Januar 1983 – 6. Februar 1983 4 Wochen | 4                                          | Supertramp                                 | “…famous last words…”                      | –                         |
| 7. Februar 1983 – 13. Februar 1983 1 Woche | 1                                          | Chris de Burgh                             | The Getaway                                | –                         |
| 14. Februar 1983 – 20. März 1983 5 Wochen (insgesamt 9) | 9                                          | Nena                                       | Nena                                       | –                         |
| 21. März 1983 – 27. März 1983 1 Woche | 1                                          | Sydne Rome                                 | Aerobic                                    | –                         |
| 28. März 1983 – 10. April 1983 2 Wochen (insgesamt 9) | 9                                          | Nena                                       | Nena                                       | –                         |
| 11. April 1983 – 1. Mai 1983 3 Wochen | 3                                          | Pink Floyd                                 | The Final Cut                              | –                         |
| 2. Mai 1983 – 17. Mai 1983 2 Wochen (insgesamt 9) | 9                                          | Nena                                       | Nena                                       | –                         |
| 18. Mai 1983 – 31. Juli 1983 11 Wochen | 11                                         | Michael Jackson                            | Thriller                                   | –                         |
| 1. August 1983 – 28. August 1983 4 Wochen (insgesamt 7) | 7                                          | Mike Oldfield                              | Crises                                     | –                         |
| 29. August 1983 – 4. September 1983 1 Woche | 1                                          | BAP                                        | Bess demnähx                               | –                         |
| 5. September 1983 – 25. September 1983 3 Wochen (insgesamt 7) | 7                                          | Mike Oldfield                              | Crises                                     | –                         |
| 26. September 1983 – 20. November 1983 8 Wochen | 8                                          | (Soundtrack)                               | Flashdance                                 | –                         |
| 21. November 1983 – 27. November 1983 1 Woche | 1                                          | Genesis                                    | Genesis                                    | –                         |
| 28. November 1983 – 12. Februar 1984 11 Wochen | 11                                         | Paul Young                                 | No Parlez                                  | –                         |

## Jahreshitparaden
| ← 1982 ← | Liste der Jahres-Nummer-eins-Hits in Deutschland | Liste der Jahres-Nummer-eins-Hits in Deutschland | Liste der Jahres-Nummer-eins-Hits in Deutschland | 1984 →   |
| \| Singles \| Position# \| Alben \| \| ---------------------------------------------------------------------------------------------------------------------- \| --------- \| --------------------------------------------- \| \| Major Tom (völlig losgelöst) Peter Schilling Pierre Schilling \| 1 \| Nena \| \| 99 Luftballons Nena Musik: Jörn Uwe Fahrenkrog-Petersen; Text: Carlo Karges \| 2 \| Thriller Michael Jackson \| \| Moonlight Shadow Mike Oldfield Michael Gordon Oldfield \| 3 \| Crises Mike Oldfield \| \| Juliet Robin Gibb Maurice Ernest Gibb, Robin Hugh Gibb \| 4 \| The Getaway Chris de Burgh \| \| Do You Really Want to Hurt Me Culture Club Mikey Craig, Roy Ernest Hay, Jonathan Aubrey Moss, George Alan O’Dowd \| 5 \| Let’s Dance David Bowie \| \| Codo … düse im Sauseschritt Tauchen Prokopetz Annette Humpe, Georg Januszewski, Josef Prokopetz, Manfred Oskar Tauchen \| 6 \| “…famous last words…” Supertramp \| \| Flashdance … What a Feeling Irene Cara Musik: Giorgio Moroder; Text: Keith Forsey, Irene Cara \| 7 \| Body Wishes Rod Stewart \| \| Bruttosozialprodukt Geier Sturzflug Friedel Geratsch, Reinhard Baierle \| 8 \| Flashdance (Soundtrack) \| \| Baby Jane Rod Stewart Roderick David Stewart, Jay L. Davis \| 9 \| Rock Classics Peter Hofmann \| \| Sunshine Reggae Laid Back Tim Peter Stahl, John Guldberg \| 10 \| Odyssee Udo Lindenberg und das Panikorchester \| |                                                  |                                                  |                                                  |          |
| ← 1982 |                                                  |                                                  |                                                  | → 1984 → |
| Singles | Position#                                        | Alben                                            |                                                  |          |
| Major Tom (völlig losgelöst) Peter Schilling Pierre Schilling | 1                                                | Nena                                             |                                                  |          |
| 99 Luftballons Nena Musik: Jörn Uwe Fahrenkrog-Petersen; Text: Carlo Karges | 2                                                | Thriller Michael Jackson                         |                                                  |          |
| Moonlight Shadow Mike Oldfield Michael Gordon Oldfield | 3                                                | Crises Mike Oldfield                             |                                                  |          |
| Juliet Robin Gibb Maurice Ernest Gibb, Robin Hugh Gibb | 4                                                | The Getaway Chris de Burgh                       |                                                  |          |
| Do You Really Want to Hurt Me Culture Club Mikey Craig, Roy Ernest Hay, Jonathan Aubrey Moss, George Alan O’Dowd | 5                                                | Let’s Dance David Bowie                          |                                                  |          |
| Codo … düse im Sauseschritt Tauchen Prokopetz Annette Humpe, Georg Januszewski, Josef Prokopetz, Manfred Oskar Tauchen | 6                                                | “…famous last words…” Supertramp                 |                                                  |          |
| Flashdance … What a Feeling Irene Cara Musik: Giorgio Moroder; Text: Keith Forsey, Irene Cara | 7                                                | Body Wishes Rod Stewart                          |                                                  |          |
| Bruttosozialprodukt Geier Sturzflug Friedel Geratsch, Reinhard Baierle | 8                                                | Flashdance (Soundtrack)                          |                                                  |          |
| Baby Jane Rod Stewart Roderick David Stewart, Jay L. Davis | 9                                                | Rock Classics Peter Hofmann                      |                                                  |          |
| Sunshine Reggae Laid Back Tim Peter Stahl, John Guldberg | 10                                               | Odyssee Udo Lindenberg und das Panikorchester    |                                                  |          |